# Хронологія світових рекордів з плавання на дистанції 400 метрів вільним стилем
Перший світовий рекорд з плавання на 400 метрів вільним стилем на довгій воді (50 метрів) Міжнародна федерація плавання (FINA) визнала 1908 року. У змаганнях на короткій воді (25 метрів) світовий рекорд вперше визнано 3 березня 1991 року.
Різке поліпшення світових рекордів у 2008/2009 роках збіглося в часі з запровадженням поліуретанових плавальних костюмів фірм Speedo (LZR, 50% поліуретану) 2008 року та Arena (X-Glide), Adidas (Hydrofoil), Jaked (всі зі 100% поліуретану) 2009 року. У січні 2010 FINA заборонила плавальні костюми зроблені з будь-якого матеріалу окрім текстилю. Крім того, FINA опублікувала список дозволених плавальних костюмів.

## Чоловіки

### На довгій воді
| #   | Час       | Плавець             | Дата            | # днів, що протримався рекорд | Змагання                                                                  | Місце пров.                    |               |
| --- | --------- | ------------------- | --------------- | ----------------------------- | ------------------------------------------------------------------------- | ------------------------------ | ------------- |
| 1   | 5:36.8    | Генрі Тейлор        | 16 липня 1908   | 1162                          | Літні Олімпійські ігри 1908                                               | Лондон (Велика Британія)       | ?             |
| 2   | 5:35.8    | Томас Баттерсбі     | 21 вересня 1911 | 213                           | Місцеві змагання (Kentish Town)                                           | Лондон (Велика Британія)       | [ 2 ]         |
| 3   | 5:29.0    | Алайош Кенєрі       | 21 квітня 1912  | 213                           | ?                                                                         | Магдебург (Німеччина)          | ?             |
| 4   | 5:28.4    | Бела Лаш-Торреш     | 5 червня 1912   | 45                            | ?                                                                         | Будапешт (Угорщина)            | ?             |
| 5   | 5:24.4    | Джордж Годжсон      | 14 липня 1912   | 39                            | Літні Олімпійські ігри 1912                                               | Стокгольм (Швеція)             | ?             |
| 6   | 5:21.6    | Джон Гетфілд        | 26 вересня 1912 | 2579                          | Місцеві змагання (Shoreditch)                                             | Лондон (Велика Британія)       | [ 3 ]         |
| 7   | 5:14.6    | Норман Росс         | 9 жовтня 1919   | 717                           | ?                                                                         | Лос-Анджелес (США)             | ?             |
| 8   | 5:14.4    | Норман Росс         | 25 вересня 1921 | 196                           | ?                                                                         | Брайтон-Біч (США)              | [ 4 ]         |
| 9   | 5:11.8    | Арне Борґ           | 9 квітня 1922   | 74                            | Місцеві змагання                                                          | Стокгольм (Швеція)             | [ 5 ]         |
| 10  | 5:06.6    | Джонні Вайссмюллер  | 22 червня 1922  | 257                           | ?                                                                         | Гонолулу (США)                 | ?             |
| 11  | 4:57.0    | Джонні Вайссмюллер  | 6 березня 1923  | 644                           | ?                                                                         | Нью-Гейвен (Коннектикут) (США) | ?             |
| 12  | 4:54.7    | Арне Борґ           | 9 грудня 1924   | 276                           | Місцеві змагання                                                          | Стокгольм (Швеція)             | [ 6 ]         |
| 13  | 4:50.3    | Арне Борґ           | 11 вересня 1925 | 2043                          | Місцеві змагання                                                          | Стокгольм (Швеція)             | [ 7 ]         |
| 14  | 4:47.0    | Жан Тарі            | 16 квітня 1931  | 851                           | Місцеві змагання                                                          | Париж (Франція)                | [ 8 ]         |
| 15  | 4:46.4    | Шьодзо Макіно       | 14 серпня 1933  | 381                           | ?                                                                         | Токіо (Японія)                 | ?             |
| 16  | 4:38.7    | Джек Медіка         | 30 серпня 1934  | 2448                          | ?                                                                         | Гонолулу (США)                 | ?             |
| 17  | 4:38.5    | Білл Сміт           | 13 травня 1941  | 2313                          | ?                                                                         | Гонолулу (США)                 | ?             |
| 18  | 4:35.2    | Александр Жані      | 12 вересня 1947 | 681                           | чемпіонат Європи з водних видів спорту 1947                               | Монте-Карло, Монако            | [ 9 ]         |
| 19  | 4:34.6    | Хіроношін Фурухаші  | 24 липня 1949   | 25                            | Місцеві змагання                                                          | Токіо (Японія)                 | [ 10 ]        |
| 20  | 4:33.3    | Хіроношін Фурухаші  | 18 серпня 1949  | 205                           | Чемпіонат США 1949                                                        | Лос-Анджелес (США)             | [ 11 ]        |
| 21  | 4:33.1    | Джон Маршалл        | 11 березня 1950 | 21                            | Intercollegiate Event                                                     | Нью-Гейвен (Коннектикут) (США) | [ 12 ]        |
| 22  | 4:29.5    | Джон Маршалл        | 1 квітня 1950   | 357                           | 46th US National AAU Indoor Championships                                 | Нью-Гейвен (Коннектикут) (США) | [ 13 ]        |
| 23  | 4:26.9    | Джон Маршалл        | 24 березня 1951 | 1106                          | Sanctioned Time Trial                                                     | Нью-Гейвен (Коннектикут) (США) | [ 14 ]        |
| 24  | 4:26.7    | Форд Конно          | 3 квітня 1954   | 938                           | Intercollegiate Event                                                     | Нью-Гейвен (Коннектикут) (США) | [ 15 ]        |
| 25  | 4:27.0    | Мюррей Роуз         | 27 жовтня 1956  | 77                            | Відбіркові змагання до олімпійської збірної Австралії                     | Мельбурн (Австралія)           | [ 16 ] [ 17 ] |
| 26  | 4:25.9*   | Мюррей Роуз         | 12 січня 1957   | 368                           | Чемпіонат НПУ                                                             | Сідней (Австралія)             | [ 18 ]        |
| 27  | 4:25.9    | Джон Конрадс        | 15 січня 1958   | 362                           | Чемпіонат НПУ                                                             | Сідней (Австралія)             | [ 19 ]        |
| 28  | 4:21.8    | Джон Конрадс        | 12 січня 1959   | 26                            | Чемпіонат Австралії з плавання                                            | Мельбурн (Австралія)           | [ 20 ]        |
| 29  | 4:19.0    | Джон Конрадс        | 7 лютого 1959   | 169                           | Міжнародні змагання з плавання                                            | Сідней (Австралія)             | [ 21 ]        |
| 30  | 4:16.6    | Яманака Цуйосі      | 26 липня 1959   | 212                           | 5th Japan-USA Water Competition                                           | Осака (Японія)                 | [ 22 ]        |
| 31  | 4:15.9    | Джон Конрадс        | 23 лютого 1960  | 906                           | Чемпіонат Австралії з плавання                                            | Сідней (Австралія)             | [ 23 ]        |
| 32  | 4:13.4    | Мюррей Роуз         | 17 серпня 1962  | 714                           | International Invitational Meet                                           | Чикаго (США)                   | [ 24 ]        |
| 33  | 4:12.7    | Дон Сколландер      | 31 липня 1964   | 76                            | Літній чемпіонат США                                                      | Лос-Алтос (США)                | [ 25 ]        |
| 34  | 4:12.2    | Дон Сколландер      | 15 жовтня 1964  | 672                           | Літні Олімпійські ігри 1964                                               | Токіо (Японія)                 | ?             |
| 35  | 4:11.8    | Джон Нелсон         | 18 серпня 1966  | 0                             | 1966 AAU Swimming and Diving Championships                                | Лінкольн (США)                 | [ 26 ]        |
| 36  | 4:11.6    | Дон Сколландер      | 18 серпня 1966  | 7                             | Національний чемпіонат 1966                                               | Лінкольн (США)                 | [ 27 ]        |
| 37  | 4:11.1    | Франк Віґанд        | 25 серпня 1966  | 304                           | чемпіонат Європи з водних видів спорту 1966                               | Утрехт (Нідерланди)            | [ 28 ]        |
| 38  | 4:10.6    | Марк Шпіц           | 25 червня 1967  | 7                             | Місцеві змагання                                                          | Гейвуд (США)                   | [ 29 ]        |
| 38= | 4:10.6    | Ален Москоні        | 2 липня 1967    | 2                             | Місцеві змагання                                                          | Монте-Карло, Монако            | [ 30 ]        |
| 39  | 4:09.2    | Ален Москоні        | 4 липня 1967    | 3                             | Місцеві змагання                                                          | Монте-Карло, Монако            | [ 31 ]        |
| 40  | 4:08.8    | Марк Шпіц           | 7 липня 1967    | 52                            | Santa Clara International Invitation Swim Meet                            | Санта-Клара (США)              | [ 32 ]        |
| 41  | 4:08.2    | Ґреґ Чарлтон        | 28 серпня 1967  | 300                           | літня універсіада 1967                                                    | Токіо (Японія)                 | [ 33 ]        |
| 42  | 4:07.7    | Марк Шпіц           | 23 червня 1968  | 39                            | 16th Annual Swimming Relays                                               | Гейвуд (США)                   | ?             |
| 43  | 4:06.5    | Ралф Гаттон         | 1 серпня 1968   | 378                           | AAU National Swimming Championships                                       | Лінкольн (США)                 | ?             |
| 44  | 4:04.0    | Ганс Фаснахт        | 14 серпня 1969  | 371                           | AAU National Swimming Championships                                       | Луїсвілл (США)                 | ?             |
| 45  | 4:02.8    | Джон Кінселла       | 20 серпня 1970  | 18                            | AAU National Swimming Championships (елек. 4:02.81)                       | Лос-Анджелес (США)             | ?             |
| 46  | 4:02.6    | Ґуннар Ларссон      | 7 вересня 1970  | 352                           | Чемпіонат Європи з плавання                                               | Барселона (Іспанія)            | ?             |
| 47  | 4:02.1    | Том Макбрін         | 25 серпня 1971  | 171                           | AAU Nationals (елек. 4:02.08)                                             | Х'юстон (США)                  | ?             |
| 48  | 4:01.7    | Бред Купер          | 12 лютого 1972  | 174                           | Чемпіонат Австралії й відбіркові змагання до олімпійської збірної         | Брисбен (Австралія)            | ?             |
| 49  | 4:00.11   | Курт Крампголз      | 4 серпня 1972   | 401                           | Відбіркові змагання до олімпійської збірної США                           | Чикаго (США)                   | ?             |
| 50  | 3:58.18   | Рік Демонт          | 9 вересня 1973  | 347                           | Чемпіонат світу з водних видів спорту                                     | Белград, СФР Югославія         | ?             |
| 51  | 3:56.96   | Тім Шоу             | 22 серпня 1974  | 0                             | AAU National Swimming Championships                                       | Конкорд (США)                  | [ 34 ]        |
| 52  | 3:54.69   | Тім Шоу             | 22 серпня 1974  | 301                           | AAU National Swimming Championships                                       | Конкорд (США)                  | [ 34 ]        |
| 53  | 3:53.95   | Тім Шоу             | 19 червня 1975  | 62                            | Відбіркові змагання до збірної США на чемпіонат світу                     | Лонг-Біч (США)                 | ?             |
| 54  | 3:53.31   | Тім Шоу             | 20 серпня 1975  | 303                           | AAU National Swimming Championships                                       | Канзас-Сіті (США)              | ?             |
| 55  | 3:53.08   | Браян Ґуделл        | 18 червня 1976  | 34                            | Відбіркові змагання до олімпійської збірної США                           | Лонг-Біч (США)                 | [ 35 ]        |
| 56  | 3:51.93   | Браян Ґуделл        | 22 липня 1976   | 401                           | Літні Олімпійські ігри 1976                                               | Монреаль (Канада)              | ?             |
| 57  | 3:51.56   | Браян Ґуделл        | 27 серпня 1977  | 587                           | USAvGDR Dual Meet                                                         | Західний Берлін                | ?             |
| 58  | 3:51.41   | Володимир Сальников | 6 квітня 1979   | 135                           | URSvGDR Junior meet                                                       | Потсдам, НДР                   | ?             |
| 59  | 3:51.40   | Володимир Сальников | 19 серпня 1979  | 194                           | URSvCAN Duel                                                              | Москва (СРСР)                  | ?             |
| 60  | 3:51.20   | Володимир Сальников | 29 лютого 1980  | 138                           | Зимовий чемпіонат СРСР                                                    | Потсдам, НДР                   | ?             |
| 61  | 3:50.49   | Пітер Шмідт         | 16 липня 1980   | 604                           | Чемпіонат Канади й відбіркові змагання до олімпійської збірної (Esso Cup) | Етобіко (Канада)               | [ 36 ]        |
| 62  | 3:49.57   | Володимир Сальников | 12 березня 1982 | 124                           | URSvGDR Duel                                                              | Москва (СРСР)                  | ?             |
| 62= | 3:49.57   | Володимир Сальников | 14 липня 1982   | 220                           | Чемпіонат СРСР                                                            | Київ (СРСР)                    | ?             |
| 63  | 3:48.32   | Володимир Сальников | 19 лютого 1983  | 859                           | Зимовий чемпіонат СРСР                                                    | Москва (СРСР)                  | ?             |
| 64  | 3:47.80   | Міхаель Ґрос        | 27 червня 1985  | 1002                          | Чемпіонат ФРН і відбіркові змагання на чемпіонат Європи                   | Вупперталь (ФРН)               | ?             |
| 65  | 3:47.38   | Артур Войдат        | 25 березня 1988 | 182                           | Весняний чемпіонат США                                                    | Орландо (США)                  | [ 37 ]        |
| 66  | 3:46.95   | Уве Даслер          | 23 вересня 1988 | 1288                          | Літні Олімпійські ігри 1988                                               | Сеул (Південна Корея)          | ?             |
| 67  | 3:46.47   | Кірен Перкінс       | 3 квітня 1992   | 117                           | Відбіркові змагання до олімпійської збірної Австралії                     | Канберра (Австралія)           | ?             |
| 68  | 3:45.00   | Євген Садовий       | 29 липня 1992   | 774                           | Літні Олімпійські ігри 1992                                               | Барселона (Іспанія)            | ?             |
| 69  | 3:43.80   | Кірен Перкінс       | 11 вересня 1994 | 1806                          | Чемпіонат світу 1994                                                      | Рим (Італія)                   | ?             |
| 70  | 3:41.83   | Ян Торп             | 22 серпня 1999  | 265                           | Пантихоокеанський чемпіонат 1999                                          | Сідней (Австралія)             | ?             |
| 71  | 3:41.33   | Ян Торп             | 13 травня 2000  | 126                           | Відбіркові змагання до олімпійської збірної Австралії                     | Сідней (Австралія)             | ?             |
| 72  | 3:40.59   | Ян Торп             | 16 вересня 2000 | 309                           | Літні Олімпійські ігри 2000                                               | Сідней (Австралія)             | ?             |
| 73  | 3:40.17   | Ян Торп             | 22 липня 2001   | 373                           | Чемпіонат світу 2001                                                      | Фукуока (Японія)               | ?             |
| 74  | 3:40.08   | Ян Торп             | 30 липня 2002   | 2553                          | Ігри Співдружності 2002                                                   | Манчестер (Велика Британія)    | ?             |
| 75  | 3:40.07ss | Пауль Бідерманн     | 26 липня 2009   |                               | чемпіонат світу з водних видів спорту 2009                                | Рим (Італія)                   | [ 38 ]        |

- Результат Маррея Роуза 4:25.9, показаний у 25-метровому басейні 12 січня 1957 року, був у силі лише до 1 травня того самого року. Через запровадження нового правила, що світовий рекорд має бути встановлений у 50-метровому басейні, а також той факт, що ні результат Джона Маршалла 4:26.9, показаний 1951 року, ні результат Форда Конно 4:26.7 від 1954-го, не були показані в 50-метровому басейні, світовий рекорд повернули до результату Роуза 4:27.0, показаного 1956 року.[39]
- Свій результат 3:40.07 на Чемпіонаті світу з водних видів спорту 2009 Пауль Бідерманн показав у плавальному костюмі Arena X-Glide. Цей стиль костюму з'явився 2008 року, а в січні 2010-го FINA його заборонила[40][41].

### На короткій воді
| # | Час     | Плавець          | Дата              | Змагання                             | Місце пров.               |        |
| - | ------- | ---------------- | ----------------- | ------------------------------------ | ------------------------- | ------ |
| 1 | 3:41.74 | Джорджо Ламберті | 13 лютого 1988    | German Invitational                  | Бонн (ФРН)                | ?      |
| 2 | 3:40.81 | Андерс Гольмертц | 4 лютого 1990     | Paris Open, Кубок світу з плавання   | Париж (Франція)           | ?      |
| 3 | 3:40.46 | Деньйон Лоудер   | 11 лютого 1995    | Кубок світу                          | Шеффілд (Велика Британія) | ?      |
| 4 | 3:39.82 | Ян Торп          | 25 вересня 1998   | Чемпіонат Австралії на короткій воді | Перт (Австралія)          | ?      |
| 5 | 3:35.01 | Ґрант Гаккетт    | 2 квітня 1999     | Чемпіонат світу на короткій воді     | Hong Kong                 | ?      |
| 6 | 3:34.58 | Ґрант Гаккетт    | 18 липня 2002     | Grand Prix                           | Сідней (Австралія)        | ?      |
| 7 | 3:32.77 | Пауль Бідерманн  | 14 листопада 2009 | Кубок світу                          | Берлін (Німеччина)        | [ 42 ] |
| 8 | 3:32.25 | Яннік Аньєль     | 15 листопада 2012 | Чемпіонат Франції                    | Анже (Франція)            | [ 43 ] |

## Жінки

### На довгій воді
| #  | Час     | Плавчиня                 | Дата              | Змагання                                                        | Місце                     |        |
| -- | ------- | ------------------------ | ----------------- | --------------------------------------------------------------- | ------------------------- | ------ |
| 1  | 6:30.2  | Етелда Блейбтрей         | 16 серпня 1919    | ?                                                               | Нью-Йорк                  | ?      |
| 2  | 6:16.6  | Гілда Джеймс             | 29 липня 1921     | ?                                                               | Лідс (Велика Британія)    | ?      |
| 3  | 5:53.2  | Ґертруда Едерле          | 4 серпня 1922     | ?                                                               | Індіанаполіс (США)        | ?      |
| 4  | 5:51.4  | Марта Нореліус           | 23 січня 1927     | ?                                                               | Coral Gables (США)        | ?      |
| 5  | 5:49.6  | Марта Нореліус           | 30 червня 1928    | ?                                                               | Нью-Йорк                  | ?      |
| 6  | 5:42.8  | Марта Нореліус           | 6 серпня 1928     | Олімпійські ігри                                                | Амстердам (Нідерланди)    | ?      |
| 7  | 5:39.2  | Марта Нореліус           | 27 серпня 1928    | ?                                                               | Відень (Австрія)          | ?      |
| 8  | 5:31.0  | Гелен Медісон            | 3 лютого 1931     | ?                                                               | Сіетл (США)               | ?      |
| 9  | 5:28.5  | Гелен Медісон            | 13 серпня 1932    | ?                                                               | Лос-Анджелес (США)        | ?      |
| 10 | 5:16.0  | Віллі ден Ауден          | 12 липня 1934     | ?                                                               | Роттердам (Нідерланди)    | ?      |
| 11 | 5:14.2  | Раґнгільд Гвеґер         | 10 лютого 1937    | ?                                                               | Копенгаген (Данія)        | ?      |
| 12 | 5:14.0  | Раґнгільд Гвеґер         | 3 жовтня 1937     | ?                                                               | Гент, Belgium             | ?      |
| 13 | 5:12.4  | Раґнгільд Гвеґер         | 14 листопада 1937 | ?                                                               | Магдебург (Німеччина)     | ?      |
| 14 | 5:11.0  | Раґнгільд Гвеґер         | 12 грудня 1937    | ?                                                               | Копенгаген (Данія)        | ?      |
| 15 | 5:08.2  | Раґнгільд Гвеґер         | 16 січня 1938     | ?                                                               | Копенгаген (Данія)        | ?      |
| 16 | 5:06.1  | Раґнгільд Гвеґер         | 1 серпня 1938     | ?                                                               | Копенгаген (Данія)        | ?      |
| 17 | 5:05.4  | Раґнгільд Гвеґер         | 8 вересня 1940    | ?                                                               | Svendborg (Данія)         | ?      |
| 18 | 5:00.1  | Раґнгільд Гвеґер         | 15 вересня 1940   | ?                                                               | Копенгаген (Данія)        | ?      |
| 19 | 4:50.8  | Лоррейн Крепп            | 25 серпня 1956    | ?                                                               | Таунсвілл (Австралія)     | ?      |
| 20 | 4:47.2  | Лоррейн Крепп            | 20 жовтня 1956    | ?                                                               | Сідней (Австралія)        | ?      |
| 21 | 4:45.4  | Ilsa Konrads             | 9 січня 1960      | ?                                                               | Сідней (Австралія)        | ?      |
| 22 | 4:44.5  | Кріс фон Зальца          | 5 серпня 1960     | Відбіркові змагання до олімпійської збірної США                 | Детройт (США)             | [ 44 ] |
| 23 | 4:42.0  | Мерілін Раменофскі       | 11 липня 1964     | ?                                                               | Лос-Алтос (США) (США)     | ?      |
| 24 | 4:41.7  | Мерілін Раменофскі       | 1 серпня 1964     | Літній чемпіонат США                                            | Лос-Алтос (США) (США)     | [ 25 ] |
| 25 | 4:39.5  | Мерілін Раменофскі       | 31 серпня 1964    | ?                                                               | Нью-Йорк                  | ?      |
| 26 | 4:39.2  | Марта Рендолл (плавчиня) | 14 серпня 1965    | ?                                                               | Момі (США)                | ?      |
| 27 | 4:38.0  | Марта Рендолл (плавчиня) | 26 серпня 1965    | ?                                                               | Монако (Монако)           | ?      |
| 28 | 4:36.8  | Пем Крюз                 | 30 червня 1967    | ?                                                               | Форт-Лодердейл (США)      | ?      |
| 29 | 4:36.4  | Пем Крюз                 | 7 липня 1967      | Santa Clara International                                       | Санта-Клара (США)         | [ 32 ] |
| 30 | 4:32.6  | Деббі Меєр               | 27 липня 1967     | Pan American Games                                              | Вінніпег (Канада)         | ?      |
| 31 | 4:29.0  | Деббі Меєр               | 18 серпня 1967    | Чемпіонат США                                                   | Філадельфія (США)         | ?      |
| 32 | 4:26.7  | Деббі Меєр               | 1 серпня 1968     | Чемпіонат США                                                   | Лінкольн (США)            | ?      |
| 33 | 4:24.5  | Деббі Меєр               | 25 серпня 1968    | Відбіркові змагання до олімпійської збірної США (елек. 4:24.55) | Лос-Анджелес (США)        | [ 45 ] |
| 34 | 4:24.3  | Деббі Меєр               | 20 серпня 1970    | Чемпіонат США (елек. 4:24.24)                                   | Лос-Анджелес (США)        | ?      |
| 35 | 4:22.6  | Керен Морас              | 30 квітня 1971    | Coca-Cola International                                         | Лондон (Велика Британія)  | ?      |
| 36 | 4:21.2  | Шейн Ґоулд               | 9 липня 1971      | Santa Clara Invitational                                        | Санта-Клара (США)         | ?      |
| 37 | 4:19.04 | Шейн Ґоулд               | 30 серпня 1972    | Олімпійські ігри                                                | Мюнхен (ФРН)              | ?      |
| 38 | 4:18.07 | Кіна Ротгаммер           | 22 серпня 1973    | Чемпіонат США                                                   | Луїсвілл (США)            | ?      |
| 39 | 4:17.33 | Гезер Грінвуд            | 28 червня 1974    | Santa Clara Invitational                                        | Санта-Клара (США)         | ?      |
| 40 | 4:15.77 | Ширлі Бабашофф           | 22 серпня 1974    | Чемпіонат США                                                   | Конкорд (США)             | ?      |
| 41 | 4:14.76 | Ширлі Бабашофф           | 20 червня 1975    | Відбіркові змагання до збірної США на чемпіонат світу           | Лонг-Біч (США)            | ?      |
| 42 | 4:11.69 | Барбара Краузе           | 3 червня 1976     | GDR Olympic Trials                                              | Східний Берлін, НДР       | ?      |
| 43 | 4:09.89 | Петра Тюмер              | 20 липня 1976     | Олімпійські ігри                                                | Монреаль (Канада)         | ?      |
| 44 | 4:08.91 | Петра Тюмер              | 17 серпня 1977    | Чемпіонат Європи                                                | Єнчепінг (Швеція)         | ?      |
| 45 | 4:07.66 | Кім Лінеген              | 2 серпня 1978     | Літній чемпіонат США                                            | The Woodlands (США)       | [ 46 ] |
| 46 | 4:06.28 | Трейсі Вікгем            | 24 серпня 1978    | Чемпіонат світу                                                 | Західний Берлін           | ?      |
| 47 | 4:05.45 | Дженет Еванс             | 20 грудня 1987    | US Open                                                         | Орландо (США)             | ?      |
| 48 | 4:03.85 | Дженет Еванс             | 22 вересня 1988   | Олімпійські ігри                                                | Сеул (Південна Корея)     | ?      |
| 49 | 4:03.03 | Лор Маноду               | 12 травня 2006    | French Championships                                            | Тур (місто) (Франція)     | ?      |
| 50 | 4:02.13 | Лор Маноду               | 6 серпня 2006     | Чемпіонат Європи                                                | Будапешт (Угорщина)       | ?      |
| 51 | 4:01.53 | Федеріка Пеллегріні      | 24 березня 2008   | Чемпіонат Європи                                                | Ейндговен (Нідерланди)    | ?      |
| 52 | 4:00.66 | Джоенн Джексон           | 16 березня 2009   | Чемпіонат Великої Британії                                      | Шеффілд (Велика Британія) | [ 47 ] |
| 53 | 4:00.41 | Федеріка Пеллегріні      | 27 червня 2009    | Середземноморські ігри                                          | Пескара (Італія)          | [ 48 ] |
| 54 | 3:59.15 | Федеріка Пеллегріні      | 26 липня 2009     | Чемпіонат світу                                                 | Рим (Італія)              | ?      |
| 55 | 3:58.86 | Кейті Ледекі             | 9 серпня 2014     | Чемпіонат США                                                   | Ірвайн (США)              | [ 49 ] |
| 56 | 3:58.37 | Кейті Ледекі             | 23 серпня 2014    | Пантихоокеанський чемпіонат                                     | Голд-Кост (Австралія)     | [ 50 ] |
| 57 | 3:56.46 | Кейті Ледекі             | 7 серпня 2016     | Олімпійські ігри                                                | Ріо-де-Жанейро (Бразилія) |        |
| 58 | 3:56.40 | Аріарн Тітмус            | 22 травня 2022    | Чемпіонат Австралії                                             | Аделаїда (Австралія)      | [ 51 ] |
| 59 | 3:56.08 | Саммер Макінтош          | 28 березня 2023   | Canadian Trials                                                 | Торонто (Канада)          | [ 52 ] |
| 60 | 3:55.38 | Аріарн Тітмус            | 23 липня 2023     | Чемпіонат світу                                                 | Фукуока (Японія)          | [ 53 ] |

### На короткій воді
| #  | Час     | Плавчиня        | DATE              | # днів, що протримався рекорд | Змагання            | Місце                 |               |
| -- | ------- | --------------- | ----------------- | ----------------------------- | ------------------- | --------------------- | ------------- |
| 1  | 4:02.59 | Сінтія Вудгед   | Квітень 1979      | 2870                          | ?                   | Остін (Техас) (США)   | [ 54 ]        |
| 2  | 4:02.05 | Астрід Штраус   | 8 лютого 1987     | 3722                          | Bonn Arena Festival | Бонн (ФРН)            | [ 55 ] [ 54 ] |
| 3  | 4:00.03 | Клаудія Полл    | 18 квітня 1997    | 2109                          | Чемпіонат світу     | Гетеборг (Швеція)     | [ 55 ]        |
| 4  | 3:59.53 | Ліндсі Бенко    | 26 січня 2003     | 1049                          | Кубок світу         | Берлін (Німеччина)    | [ 56 ]        |
| 5  | 3:56.79 | Лор Маноду      | 10 грудня 2005    | 364                           | Чемпіонат Європи    | Трієст (Італія)       | [ 57 ]        |
| 6  | 3:56.09 | Лор Маноду      | 9 грудня 2006     | 973                           | Чемпіонат Європи    | Гельсінкі (Фінляндія) |               |
| 7  | 3:54.92 | Джоенн Джексон  | 8 серпня 2009     | 1204                          | British Grand Prix  | Лідс, UK              |               |
| 8  | 3:54.85 | Камій Мюффа     | 24 листопада 2012 | 260                           | Чемпіонат Європи    | Шартр (Франція)       | [ 58 ]        |
| 9  | 3:54.52 | Мірея Бельмонте | 11 серпня 2013    | 1880                          | Кубок світу         | Берлін (Німеччина)    | [ 59 ]        |
| 10 | 3:53.97 | Ван Цзяньцзяхе  | 4 жовтня 2018     | 71                            | Кубок світу         | Будапешт (Угорщина)   | [ 60 ]        |
| 11 | 3:53.92 | Аріарн Тітмус   | 14 грудня 2018    | 1413                          | Чемпіонат світу     | Ханчжоу (Китай)       | [ 61 ]        |
| 12 | 3:51.30 | Лі Бінцзє       | 27 жовтня 2022    | 872                           | Чемпіонат Китаю     | Пекін (Китай)         | [ 62 ]        |

## Найкращі 25 за увесь час

### Чоловіки на довгій воді
- Актуально станом на лютий 2024[63]

| Міс. | Час     | Плавець                     | Дата              | Місце          | Пос.   |
| ---- | ------- | --------------------------- | ----------------- | -------------- | ------ |
| 1    | 3:40.07 | Пауль Бідерманн (GER)       | 26 липня 2009     | Рим            |        |
| 2    | 3:40.08 | Ян Торп (AUS)               | 30 липня 2002     | Манчестер      |        |
| 3    | 3:40.14 | Сунь Ян (CHN)               | 28 липня 2012     | Лондон         |        |
| 4    | 3:40.68 | Семюел Шорт (AUS)           | 23 липня 2023     | Фукуока        | [ 64 ] |
| 5    | 3:40.70 | Ахмед Аюб Хафнауї (TUN)     | 23 липня 2023     | Фукуока        | [ 64 ] |
| 6    | 3:41.11 | Уссама Меллулі (TUN)        | 26 липня 2009     | Рим            | [ 65 ] |
| 7    | 3:41.22 | Елайджа Віннінґтон (AUS)    | 18 червня 2022    | Будапешт       | [ 65 ] |
| 8    | 3:41.35 | Чжан Лінь (CHN)             | 26 липня 2009     | Рим            |        |
| 9    | 3:41.53 | Пак Тхе Хван (KOR)          | 13 листопада 2010 | Гуанчжоу       |        |
| 10   | 3:41.55 | Мак Гортон (AUS)            | 6 серпня 2016     | Ріо-де-Жанейро | [ 66 ] |
| 11   | 3:41.60 | Лукас Мертенс (GER)         | 9 квітня 2022     | Стокгольм      |        |
| 12   | 3:42.51 | Ґрант Гаккетт (AUS)         | 22 липня 2001     | Фукуока        |        |
| 13   | 3:42.71 | Кім У Мін (KOR)             | 11 лютого 2024    | Доха           | [ 67 ] |
| 14   | 3:42.78 | Ларсен Дженсен (USA)        | 10 серпня 2008    | Пекін          |        |
| 15   | 3:43.11 | Пітер Вандеркаай (USA)      | 10 серпня 2008    | Пекін          |        |
| 16   | 3:43.23 | Габріеле Детті (ITA)        | 21 липня 2019     | Кванджу        |        |
| 17   | 3:43.27 | Джек Маклафлін (AUS)        | 12 червня 2021    | Аделаїда       | [ 68 ] |
| 18   | 3:43.31 | Гільєрме Коста (BRA)        | 18 червня 2022    | Будапешт       | [ 65 ] |
| 19   | 3:43.36 | Данас Рапшис (LTU)          | 12 травня 2019    | Будапешт       |        |
| 20   | 3:43.40 | Массіміліано Росоліно (ITA) | 16 вересня 2000   | Сідней         |        |
| 21   | 3:43.42 | Конор Дваєр (USA)           | 6 серпня 2016     | Ріо-де-Жанейро |        |
| 22   | 3:43.45 | Микита Лобінцев (RUS)       | 9 серпня 2008     | Пекін          |        |
| 23   | 3:43.46 | Раян Кокрейн (CAN)          | 24 липня 2014     | Глазго         |        |
| 24   | 3:43.58 | Фелікс Аубек (AUT)          | 18 червня 2022    | Будапешт       | [ 65 ] |
| 25   | 3:43.67 | Геннінґ Мюлайтнер (GER)     | 24 липня 2021     | Токіо          | [ 69 ] |

#### Нотатки
Нижче подано список інших часів, однакових або кращих за 3:43.67:
- Ян Торп проплив ще за 3:40.17 (2001), 3:40.54 (2002), 3:40.59 (2000), 3:40.76 (2001), 3:41.33 (2000), 3:41.71 (2001), 3:41.83 (1999), 3:42.41 (2003), 3:42.58 (2003), 3:43.10 (2004).
- Сунь Ян проплив ще за 3:40.29 (2011), 3:41.38 (2017), 3:41.48 (2011), 3:41.59 (2013), 3:41.68 (2016), 3:41.94 (2017), 3:42.16 (2017), 3:42.31 (2012), 3:42.44 (2019), 3:42.47 (2010), 3:42.49 (2012), 3:42.58 (2015), 3:42.70 (2015), 3:42.75 (2019), 3:42.89 (2012), 3:42.92 (2018), 3:42.93 (2013), 3:43.23 (2014), 3:43.24 (2011), 3:43.55 (2016), 3:43.65 (2014).
- Мак Гортон проплив ще за 3:41.65 (2016), 3:42.84 (2015), 3:43.17 (2019).
- Пак Тхе Хван проплив ще за 3:41.86 (2008), 3:42.04 (2011), 3:42.06 (2012), 3:43.15 (2014), 3:43.35 (2008), 3:43.59 (2008).
- Лукас Мертенс проплив ще за 3:42.20 (2023), 3:42.50 (2022), 3:42.85 (2022), 3:42.96 (2024), 3:43.32 (2023).
- Семюел Шорт проплив ще за 3:42.44 (2023), 3:42.46 (2023), 3:43.38 (2023).
- Чжан Лінь проплив ще за 3:42.44 (2008), 3:42.63 (2009), 3:43.32 (2008), 3:43.58 (2009).
- Елайджа Віннінґтон проплив ще за 3:42.65 (2021), 3:42.86 (2024), 3:43.06 (2022), 3:43.10 (2022), 3:43.48 (2023).
- Уссама Меллулі проплив ще за 3:42.71 (2009), 3:43.45 (2008).
- Ґрант Гаккетт проплив ще за 3:42.91 (2005), 3:42.94 (2003), 3:43.15 (2008), 3:43.35 (2004), 3:43.36 (2004), 3:43.48 (2002).
- Пауль Бідерманн проплив ще за 3:43.01 (2009).
- Ларсен Дженсен проплив ще за 3:43.10 (2008), 3:43.53 (2008).
- Пітер Вандеркаай проплив ще за 3:43.20 (2009).
- Габріеле Детті проплив ще за 3:43.36 (2017, 2019), 3:43.49 (2016).
- Ахмед Аюб Хафнауї проплив ще за 3:43.36 (2021).
- Данас Рапшис проплив ще за 3:43.50 (2019).
- Джек Маклафлін проплив ще за 3:43.52 (2021).
- Гільєрме Коста проплив ще за 3:43.58 (2023).

### Чоловіки на короткій воді
- Актуально станом на грудень 2023[70]

| Міс. | Час     | Плавець                               | Дата              | місце           | Пос.   |
| ---- | ------- | ------------------------------------- | ----------------- | --------------- | ------ |
| 1    | 3:32.25 | Яннік Аньєль (FRA)                    | 15 листопада 2012 | Франція         |        |
| 2    | 3:32.77 | Пауль Бідерманн (GER)                 | 14 листопада 2009 | Берлін          |        |
| 3    | 3:33.20 | Данас Рапшис (LTU)                    | 4 грудня 2019     | Велика Британія |        |
| 4    | 3:34.32 | Петер Бернек (HUN)                    | 5 грудня 2014     | Доха            |        |
| 5    | 3:34.38 | Кіаран Сміт (USA)                     | 15 грудня 2022    | Мельбурн        | [ 71 ] |
| 6    | 3:34.58 | Ґрант Гаккетт (AUS)                   | 18 липня 2002     | Австралія       |        |
| 7    | 3:34.59 | Пак Тхе Хван (KOR)                    | 6 грудня 2016     | Віндзор         |        |
| 8    | 3:34.63 | Ян Торп (AUS)                         | 21 січня 2003     | Швеція          |        |
| 9    | 3:34.66 | Чжан Лінь (CHN)                       | 22 лютого 2009    | Токіо           | [ 72 ] |
| 10   | 3:34.81 | Пітер Вандеркаай (USA)                | 22 лютого 2009    | Токіо           |        |
| 11   | 3:35.05 | Thomas Neill (AUS)                    | 15 грудня 2022    | Мельбурн        | [ 71 ] |
| 12   | 3:35.30 | Красних Олександр Володимирович (RUS) | 13 грудня 2017    | Гернінг         |        |
| 13   | 3:35.47 | Денієл Віффен (IRL)                   | 5 грудня 2023     | Отопень         | [ 73 ] |
| 14   | 3:35.67 | Лук Гобсон (USA)                      | 26 серпня 2022    | Сідней          | [ 74 ] |
| 15   | 3:35.75 | Микита Лобінцев (RUS)                 | 10 грудня 2009    | Стамбул         |        |
| 16   | 3:35.90 | Фелікс Аубек (AUT)                    | 16 грудня 2021    | Абу-Дабі        | [ 75 ] |
| 17   | 3:36.30 | Метью Сейтс (RSA)                     | 21 жовтня 2022    | Берлін          | [ 76 ] |
| 18   | 3:36.35 | Джеймс Ґай (GBR)                      | 5 грудня 2014     | Доха            |        |
| 19   | 3:36.56 | Томас Дін (GBR)                       | 21 листопада 2020 | Будапешт        |        |
| 20   | 3:36.63 | Габріеле Детті (ITA)                  | 7 квітня 2019     | Італія          |        |
| 21   | 3:36.64 | Генрік Крістіансен (NOR)              | 11 грудня 2018    | Ханчжоу         |        |
| 22   | 3:36.75 | Уссама Меллулі (TUN)                  | 15 листопада 2008 | Німеччина       |        |
| 23   | 3:36.82 | Мадс Глеснер (DEN)                    | 10 грудня 2009    | Стамбул         |        |
| 24   | 3:36.83 | Антоніо Дьякович (SUI)                | 16 грудня 2021    | Абу-Дабі        | [ 75 ] |
| 25   | 3:36.86 | Тайлер Клері (USA)                    | 10 серпня 2013    | Німеччина       |        |

#### Нотатки
Нижче подано список інших часів, однакових або кращих за 3:36.86:
- Данас Рапшис проплив ще за 3:34.01 (2018), 3:35.49 (2020), 3:36.23 (2021), 3:36.26 (2022).
- Пауль Бідерманн проплив ще за 3:34.55 (2009), 3:35.96 (2015).
- Ґрант Гаккетт проплив ще за 3:35.01 (1999), 3:36.17 (2002).
- Петер Бернек проплив ще за 3:35.46 (2015).
- Красних Олександр Володимирович проплив ще за 3:35.51 (2017), 3:36.83 (2017), 3:36.84 (2018).
- Ян Торп проплив ще за 3:35.64 (1999), 3:35.75 (2000).
- Кіаран Сміт проплив ще за 3:35.99 (2022).
- Пак Тхе Хван проплив ще за 3:36.68 (2007).

### Жінки на довгій воді
- Актуально станом на лютий 2024[77]

| Міс. | Час     | Плавчиня                   | Дата            | Місце          | Пос.   |
| ---- | ------- | -------------------------- | --------------- | -------------- | ------ |
| 1    | 3:55.38 | Аріарн Тітмус (AUS)        | 23 липня 2023   | Фукуока        | [ 53 ] |
| 2    | 3:56.08 | Саммер Макінтош (CAN)      | 28 березня 2023 | Торонто        | [ 78 ] |
| 3    | 3:56.46 | Кейті Ледекі (USA)         | 7 серпня 2016   | Ріо-де-Жанейро |        |
| 4    | 3:59.15 | Федеріка Пеллегріні (ITA)  | 26 липня 2009   | Рим            |        |
| 5    | 3:59.44 | Еріка Фейрветер (NZL)      | 11 лютого 2024  | Доха           | [ 79 ] |
| 6    | 4:00.60 | Джоенн Джексон (GBR)       | 26 липня 2009   | Рим            |        |
| 7    | 4:00.65 | Леа Сміт (USA)             | 27 червня 2016  | Омаха          |        |
| 8    | 4:00.79 | Ребекка Едлінгтон (GBR)    | 26 липня 2009   | Рим            |        |
| 9    | 4:01.08 | Лі Бінцзє (CHN)            | 25 липня 2021   | Токіо          |        |
| 9    | 4:01.08 | Лі Бінцзє (CHN)            | 3 травня 2023   | Ханчжоу        | [ 80 ] |
| 10   | 4:01.13 | Камій Мюффа (FRA)          | 18 березня 2012 | Дюнкерк        |        |
| 11   | 4:01.23 | Язмін Карлін (GBR)         | 7 серпня 2016   | Ріо-де-Жанейро |        |
| 12   | 4:01.31 | Айна Кешей (HUN)           | 21 липня 2019   | Кванджу        |        |
| 13   | 4:01.77 | Еллісон Шмітт (USA)        | 29 липня 2012   | Лондон         |        |
| 14   | 4:01.95 | Тан Мухань (CHN)           | 20 вересня 2021 | Сіань          |        |
| 15   | 4:02.07 | Лані Паллістер (AUS)       | 6 жовтня 2023   | Берлін         | [ 81 ] |
| 16   | 4:02.13 | Лор Маноду (FRA)           | 31 липня 2006   | Будапешт       |        |
| 17   | 4:02.20 | Кейті Гофф (USA)           | 16 лютого 2008  | Колумбія       |        |
| 18   | 4:02.35 | Чень Цянь (CHN)            | 17 жовтня 2009  | Цзінань        |        |
| 19   | 4:02.37 | Богларка Капаш (HUN)       | 7 серпня 2016   | Ріо-де-Жанейро |        |
| 20   | 4:02.39 | Ізабель Марі Ґозе (GER)    | 11 лютого 2024  | Доха           | [ 79 ] |
| 21   | 4:02.47 | Мелані Коста (ESP)         | 28 липня 2013   | Барселона      |        |
| 22   | 4:02.86 | Марія Фернанда Коста (BRA) | 11 лютого 2024  | Доха           | [ 79 ] |
| 23   | 4:03.02 | Шарон ван Раувендал (NED)  | 2 серпня 2015   | Казань         |        |
| 23   | 4:03.02 | Ван Цзяньцзяхе (CHN)       | 31 грудня 2020  | Шицзячжуан     |        |
| 25   | 4:03.11 | Цао Юе (CHN)               | 4 вересня 2013  | Шеньян         |        |

#### Нотатки
Нижче подано список інших часів, однакових або кращих за 4:03.11:
- Аріарн Тітмус пропливла ще за 3:56.40 (2022), 3:56.69 (2021), 3:56.90 (2021), 3:58.06 (2022), 3:58.47 (2023), 3:58.76 (2019), 3:59.35 (2019), 3:59.66 (2018, 2019), 4:00.03 (2022), 4:00.49 (2023), 4:00.93 (2018), 4:01.34 (2021), 4:01.39 (2023), 4:01.66 (2021), 4:01.73 (2018), 4:01.94 (2023), 4:02.36 (2018), 4:02.42 (2019), 4:02.86 (2017).
- Кейті Ледекі пропливла ще за 3:57.36 (2021), 3:57.94 (2018), 3:58.15 (2022), 3:58.34 (2017), 3:58.37 (2014), 3:58.44 (2017), 3:58.50 (2018), 3:58.71 (2016), 3:58.73 (2023), 3:58.84 (2023), 3:58.86 (2014), 3:58.98 (2016), 3:59.06 (2017), 3:59.09 (2018), 3:59.13 (2015), 3:59.25 (2021), 3:59.28 (2019), 3:59.52 (2022), 3:59.54 (2016), 3:59.66 (2020), 3:59.71 (2022), 3:59.79 (2022), 3:59.82 (2013), 3:59.89 (2014), 3:59.95 (2019), 3:59.97 (2019), 4:00.20 (2023), 4:00.31 (2016), 4:00.35 (2018), 4:00.37 (2021), 4:00.38 (2022), 4:00.45 (2021, 2023), 4:00.47 (2015), 4:00.51 (2018, 2021), 4:02.29 (2018), 4:00.80 (2023), 4:00.81 (2019), 4:00.95 (2022), 4:00.98 (2017), 4:01.01 (2017), 4:01.27 (2021), 4:01.30 (2022), 4:01.37 (2021), 4:01.45 (2016), 4:01.50 (2019), 4:01.59 (2022), 4:01.64 (2021), 4:01.68 (2019), 4:01.73 (2015, 2023), 4:01.80 (2023), 4:01.81 (2015), 4:01.84 (2019), 4:01.88 (2023), 4:01.95 (2015), 4:01.96 (2017), 4:01.98 (2016), 4:02.08 (2018), 4:02.15 (2016), 4:02.21 (2016, 2018), 4:02.38 (2021, 2023), 4:02.39 (2024), 4:02.40 (2019), 4:02.41 (2017), 4:02.44 (2019), 4:02.51 (2022), 4:02.57 (2018), 4:02.59 (2017), 4:02.62 (2016), 4:02.67 (2015, 2015), 4:02.69 (2018), 4:02.71 (2019, 2022), 4:02.80 (2022), 4:02.87 (2019), 4:03.05 (2013, 2015), 4:03.07 (2021), 4:03.09 (2014, 2014).
- Саммер Макінтош пропливла ще за 3:59.32 (2022), 3:59.39 (2022), 3:59.42 (2023), 3:59.79 (2022), 3:59.94 (2023), 4:01.59 (2022), 4:01.72 (2023), 4:02.42 (2021), 4:02.72 (2021).
- Еріка Фейрветер пропливла ще за 3:59.59 (2023), 4:00.62 (2023), 4:00.97 (2023), 4:01.09 (2023), 4:01.90 (2023), 4:02.20 (2023), 4:02.28 (2021), 4:02.35 (2023), 4:03.07 (2023).
- Федеріка Пеллегріні пропливла ще за 4:00.41 (2009), 4:01.53 (2008), 4:01.96 (2009), 4:01.97 (2011), 4:02.19 (2008), 4:02.93 (2008).
- Джоенн Джексон swam 4:00.66 (2009).
- Ребекка Едлінгтон пропливла ще за 4:00.89 (2009), 4:02.24 (2008), 4:02.35 (2012), 4:02.80 (2008), 4:02.84 (2011), 4:03.01 (2012).
- Леа Сміт пропливла ще за 4:01.29 (2019), 4:01.54 (2017), 4:01.92 (2016), 4:02.00 (2017), 4:02.08 (2022), 4:02.21 (2018).
- Камій Мюффа пропливла ще за 4:01.45 (2012), 4:02.64 (2013), 4:02.84 (2013), 4:02.97 (2012).
- Лі Бінцзє пропливла ще за 4:01.57 (2021), 4:01.62 (2024), 4:01.65 (2023), 4:01.75 (2017), 4:01.96 (2023), 4:02.36 (2021), 4:02.52 (2017), 4:02.87 (2023).
- Лані Паллістер пропливла ще за 4:02.16 (2022), 4:02.21 (2022), 4:02.43 (2023), 4:02.47 (2023), 4:03.03 (2024).
- Кейті Гофф пропливла ще за 4:02.32 (2008).
- Еллісон Шмітт пропливла ще за 4:02.51 (2009), 4:02.80 (2009), 4:02.84 (2012).
- Лор Маноду пропливла ще за 4:02.61 (2007), 4:03.03 (2006).
- Язмін Карлін пропливла ще за 4:02.83 (2016).
- Ізабель Марі Ґозе пропливла ще за 4:03.02 (2023).

### Жінки на короткій воді
- Актуально станом на грудень 2023[82]

| Міс. | Час     | Плавчиня                  | Дата              | Місце           | Пос.   |
| ---- | ------- | ------------------------- | ----------------- | --------------- | ------ |
| 1    | 3:51.30 | Лі Бінцзє (CHN)           | 27 жовтня 2022    | Пекін           | [ 83 ] |
| 2    | 3:52.80 | Саммер Макінтош (CAN)     | 28 жовтня 2022    | Торонто         | [ 84 ] |
| 3    | 3:52.88 | Кейті Ледекі (USA)        | 28 жовтня 2022    | Торонто         | [ 84 ] |
| 4    | 3:53.92 | Аріарн Тітмус (AUS)       | 14 грудня 2018    | Ханчжоу         |        |
| 5    | 3:53.97 | Ван Цзяньцзяхе (CHN)      | 4 жовтня 2018     | Угорщина        |        |
| 6    | 3:54.52 | Мірея Бельмонте (ESP)     | 11 серпня 2013    | Німеччина       |        |
| 7    | 3:54.85 | Камій Мюффа (FRA)         | 24 листопада 2012 | Франція         |        |
| 8    | 3:54.92 | Джоенн Джексон (GBR)      | 8 серпня 2009     | Велика Британія |        |
| 9    | 3:55.04 | Лані Паллістер (AUS)      | 13 грудня 2022    | Мельбурн        | [ 85 ] |
| 10   | 3:55.16 | Лорен Бойл (NZL)          | 8 серпня 2013     | Нідерланди      |        |
| 11   | 3:55.89 | Еллісон Шмітт (USA)       | 18 грудня 2009    | Велика Британія |        |
| 12   | 3:56.00 | Еріка Фейрветер (NZL)     | 13 грудня 2022    | Мельбурн        | [ 85 ] |
| 13   | 3:56.09 | Лор Маноду (FRA)          | 9 грудня 2006     | Фінляндія       |        |
| 14   | 3:56.24 | Коралі Балмі (FRA)        | 12 грудня 2009    | Стамбул         |        |
| 15   | 3:56.52 | Шівон Хогі (HKG)          | 21 жовтня 2022    | Берлін          | [ 86 ] |
| 16   | 3:56.84 | Мелані Коста (ESP)        | 8 серпня 2013     | Нідерланди      |        |
| 17   | 3:57.07 | Кейті Гофф (USA)          | 17 грудня 2010    | Дубай           |        |
| 18   | 3:57.45 | Голлі Гібботт (GBR)       | 21 грудня 2019    | США             |        |
| 19   | 3:57.59 | Федеріка Пеллегріні (ITA) | 6 березня 2011    | Італія          |        |
| 20   | 3:57.76 | Шарон ван Раувендал (NED) | 5 грудня 2014     | Доха            |        |
| 21   | 3:57.78 | Леа Сміт (USA)            | 9 грудня 2016     | Віндзор         |        |
| 22   | 3:58.02 | Лотте Фрійс (DEN)         | 10 грудня 2011    | Польща          |        |
| 23   | 3:58.07 | Хлоя Саттон (USA)         | 16 грудня 2011    | США             |        |
| 23   | 3:58.07 | Язмін Карлін (GBR)        | 11 грудня 2015    | США             |        |
| 25   | 3:58.15 | Богларка Капаш (HUN)      | 17 грудня 2017    | Копенгаген      |        |

#### Нотатки
Нижче подано список інших часів, однакових або кращих за 3:58.15:
- Кейті Ледекі пропливла ще за 3:54.04 (2022), 3:54.06 (2019).
- Ван Цзяньцзяхе пропливла ще за 3:54.56 (2018), 3:54.63 (2018).
- Аріарн Тітмус пропливла ще за 3:54.58 (2020), 3:56.21 (2019).
- Камій Мюффа пропливла ще за 3:54.93 (2012), 3:57.48 (2008).
- Лорен Бойл пропливла ще за 3:55.31 (2013), 3:57.68 (2013).
- Мірея Бельмонте пропливла ще за 3:55.36 (2014), 3:55.76 (2014), 3:56.14 (2013), 3:57.65 (2013), 3:57.79 (2017).
- Лі Бінцзє пропливла ще за 3:55.83 (2022), 3:57.99 (2018).
- Лані Паллістер пропливла ще за 3:56.74 (2022).
- Лор Маноду пропливла ще за 3:56.79 (2005), 3:57.43 (2007).
- Шівон Хогі пропливла ще за 3:57.06 (2021), 3:58.12 (2021).
- Коралі Балмі пропливла ще за 3:57.75 (2009).
- Саммер Макінтош пропливла ще за 3:57.75 (2021), 3:57.87 (2021).
- Федеріка Пеллегріні пропливла ще за 3:57.80 (2017).
- Голлі Гібботт пропливла ще за 3:57.96 (2019).